# Иванян, Елена Павловна
Еле́на Па́вловна Иваня́н (Сеничкина)  (род. 27 июня 1959, Ростов-на-Дону) — советский и российский лингвист, специалист по русскому языку. Доктор филологических наук, профессор кафедры общего языкознания Поволжской государственной социально-гуманитарной академии, почётный работник высшего профессионального образования, действительный член (академик) Международной академии наук педагогического образования.

## Биография
Окончила с отличием Куйбышевский государственный педагогический институт им. В. В. Куйбышева, защитив дипломную работу по русскому языку (научный руководитель кандидат филологических наук, доцент кафедры русского языка О. И. Александрова). За историю существования педагогического института это была первая дипломная работа по кафедре специальности «русский язык» (написание и защита дипломных работ в то время были факультативными). Работа получила высокую оценку профессора Куйбышевского университета Е. С. Скобликовой. Е. П. Иванян была рекомендована для поступления в аспирантуру. Один год работала учителем русского языка и литературы в школе рабочей молодёжи.
С 1982 г. и поныне Е. П. Иванян работает в Куйбышевском государственном педагогическом институте (ныне —Поволжская государственная социально-гуманитарная академия, ПГСГА). Она работала редактором учебной и методической литературы, сдала кандидатские экзамены, прикрепилась соискателем для написания диссертации к кафедре современного русского языка (научный руководитель — доктор филологических наук, профессор П. А. Лекант) в Московский областной педагогический институт им. Н. К. Крупской.
В 1988 г. в МГОУ она успешно защитила кандидатскую диссертацию по теме «Актуализация высказывания в тексте». На автореферат её диссертации прислали 18 отзывов учёные разных городов Советского Союза. Характеризуя научную деятельность Е. П. Сеничкиной того периода, заслуженный деятель науки Российской Федерации и Республики Башкортостан д.ф.н. профессор Т. М. Гарипов писал: «Среди современных языковедов Урало-Поволжья лидирующие позиции занимают представители Самарской лингвистической школы, к питомцам которой по праву относится и докторант Е. П. Сеничкина (…). Общелингвистическую ценность имеют разделы монографии, трактующие сущность эвфемизации и табуирования». Ученый указывал на большую познавательную и доказательную силу «монографического труда Сеничкиной Е. П., известной в Башкортостане и в качестве автора вузовского учебника по теории языка.
С 1989 г. — Е. П. Иванян старший преподаватель, а затем доцент кафедры русского языка и методики его преподавания факультета начальных классов СамГПУ. В течение десяти лет она работала на факультете начальных классов, являясь заместителем декана по научной работе, членом редакционно-издательского совета факультета, членом диссертационного совета по защите кандидатских диссертаций по методике преподавания русского языка. Она активно участвует в региональных, всероссийских и международных конференциях и симпозиумах в разных городах страны. Публикует свыше 40 научных работ.
С 1999 г. Е. П. Иванян переведена на кафедру общего языкознания СамГПУ. Здесь она получает учёное звание доцента кафедры общего языкознания. По рекомендации зав. кафедрой д.п.н. профессора Р. И. Тихоновой в 2000 г. она поступает в очную докторантуру при кафедре современного русского языка МГОУ (научный консультант — профессор, академик МАНПО П. А. Лекант). Она публикует учебное пособие „Средства неопределённости русского языка“ — М.: МГОУ, 2001. Выпустила монографию „Семантика умолчания и средства её выражения в русском языке“. — М.: МГОУ, 2002.
В мае 2003 г. в Московском государственном областном университете Е. П. Иванян досрочно защищает докторскую диссертацию „Семантика умолчания и средства её выражения в русском языке“. С сентября 2003 г. она — профессор кафедры общего языкознания. В 2004 г. она пишет учебное пособие „Специфика средств неопределённости русского языка“. — М.: МГУП (8 п.л.).
С 2005 г. Е. П. Иванян присуждается учёное звание профессора кафедры общего языкознания и академика Международной академии наук педагогического образования. Её приглашают для оппонирования диссертаций в разные университеты страны. Список её публикаций составляет свыше ста двадцати научных трудов. Её публикации увидели свет в 20 городах страны, а также в Болгарии, Польше, Киргизии, Белоруссии, Украине, Казахстане, Китае.
Под её руководством успешно защитили кандидатские диссертации девять аспирантов и соискателей в Москве, Уфе, Самаре (В настоящее времяШаблон:Ктогда под её руководством осуществляют исследование по теме семь аспирантов, один соискатель и один докторант). Она принимает участие и руководит научными секциями на конференциях в Москве, Пензе, Казани, Польше; в интернет-конференции в Орле. По приглашению института русского языка Лодзинского университета (Польша) она читала лекции по эвфемизмам русского языка.
На протяжении 10 лет являлась членом диссертационного совета по методике преподавания русского языка при Самарском педагогическом университете (ныне — Самарский Государственный социально-педагогический университет, СГСПУ). В настоящее время — член ученого совета филологического факультета ПГСГА; член ученого совета ПГСГА; эксперт „Известий“ Самарского научного центра РАН по тематическому направлению „Филология“; член экспертного совета международной акции „Тотальный диктант“; член редколлегии польского лингвистического журнала „Acta Universitatis Lodziennsis. Folia Linguistica Rossica“.
Е. П. Иванян на протяжении многих лет руководит студенческим научным кружком „Язык и мир“, который проводится в течение учебного года каждую третью пятницу месяца, исключая время сессии (январь и летние месяцы). При кружке действует лаборатория языка, члены кружка успешно выступают с докладами на научных конференциях различного уровня, занимая призовые места, публикуют научные статьи, побеждают в различных лингвистических конкурсах, в дальнейшем поступают в аспирантуру.
Многие годы под руководством Е. П. Иванян студенты пишут научно-исследовательские работы, участвуют в ежегодных студенческих конференциях День науки, публикуют научные статьи как в Самаре, так и за её пределами, в том числе в Москве. Была организатором международной студенческой научной онлайн конференции по проблеме экологии славянских языков; неоднократно выступала оппонентом на защите диссертаций.
Эксперт „Известий Самарского научного центра РАН“ по тематическому направлению „Филология“.

## Научная деятельность
Сфера научных интересов Е. П. Иванян — теория эвфемизмов русского языка, лингвистическая семантика, семантика умолчания и неопределённости, средства неопределённости в русском языке, лингвопрагматика, лингвистический анализ текста, язык художественных произведений, семиотика, лингвокультурология.
В 2006 г. в издательстве „Высшая школа“ вышло в свет учебное пособие „Эвфемизмы русского языка“. Пособие представляет собой первую в отечественном языкознании попытку обобщения всех представлений об эвфемизмах в стройную теорию эвфемии, основой которой являются как собственно лингвистические, так и экстралингвистические критерии.
Впервые в русистике в теорию эвфемизмов внесены четкие лингвистические критерии, позволяющие выделять их из большого числа языковых единиц, связанных с переносным наименованием. В работе рассматриваются общие вопросы теории эвфемизмов, условия функционирования заменных наименований, характеризуются основные виды эвфемизмов русского языка, приводятся различные классификации, описываются их системные связи и отношения. Адресовано студентам и аспирантам, обучающимся по специальности „Филология“.
В 2008 г. в издательстве „Наука. Флинта“ издан „Словарь эвфемизмов русского языка“. Этот словарь является первым опытом создания словаря эвфемизмов русского языка. Особенность данного издания состоит в том, что оно адресовано не только специалистам в области языкознания, но и широкому кругу читателей. В словарь включены преимущественно эвфемизмы литературного языка. Исключения составляют просторечные эвфемизмы, заменяющие обсценную (бранную) лексику, изъятие которых из словарного описания выглядело бы искусственным ограничением. Словарь также содержит слова, являющиеся эвфемизмами только с точки зрения истории языка. Искушённому читателю будут интересны этимологические комментарии, сопровождающие лексикографическое описание подобных слов. Долгое время сама тема эвфемизмов оставалась в русистике под негласным запретом. Провозглашённое единственно верным «прямое» общение привело в итоге к значительному падению речевой культуры современников. Между тем в практике общения сложилась стройная система языковых предпочтений носителей русского языка — эвфемизмы. Словарь призван не только описать значения слов, используемых в функции эвфемизмов, но и помочь носителям современного русского языка сделать свою речь этически и эстетически приемлемой, коммуникативно оправданной.
Положительные рецензии на этот словарь опубликованы в «Вестнике Башкирского госуниверситета», «Вестнике Вятского государственного гуманитарного университета», «Ученых записках Казанского университета», «Вестнике Харьковского национального педагогического университета имени Г.С. Сковороды».

## Основные работы
Словари
- Сеничкина Е. П. Словарь эвфемизмов русского языка. — М.: Флинта: Наука, 2008. ISBN 978-5-9765-0219-2, ISBN 978-5-02-034859-2
- Иванян Е. П., Кудлинская Х., Никитина И. Н. Деликатная тема на разных языках. Словарь эвфемизмов деликатной темы / Под общ. ред. Е. П. Иванян. — Самара, 2012. ISBN 978-5-4317-0036-1
- Иванян Е. П., Кудлинская-Стемпень Х., Никитина И. Н. Многоязычный словарь эвфемизмов туалетной темыМ.: Флинта, 2013. ISBN 978-5-9765-1641-0
- Иванян Е. П. Электронная версия «Эвфемизмы русского языка»: Спецкурс: учебное пособие, 2-е издание. — М.: ФЛИНТА: Наука, 2012, ISBN 978-5-9765-0304-5.
- Иванян Е. П., Кудлинская-Стемпень Х., Никитина И. Н. Многоязычный словарь эвфемизмов туалетной темы: словарь. 2-е изд., 2019 года. ISBN 978-5-9765-1641-0

Монографии
- Иванян Е. П. Семантика умолчания и средства её выражения в русском языке: монография. — М.: Флинта: Наука, 2015. — 328 с. ISBN 978-5-9765-2196-4
- Иванян Е. П., Кудлинская-Стемпень Х., Никитина И. Н. Деликатная тема на разных языках: монография. — Самара: «Инсома-пресс», 2012. — 332 с. ISBN 978-5-4317-0036-1
- Иванян Е. П. Бытовые эвфемизмы в русском, польском и английском языках (на материале эвфемизмов туалетной темы): монография / Е. П. Иванян, Х. Кудлинская-Стемпень, И. Н. Никитина; под общ. ред. Е. П. Иванян. — М.: ФЛИНТА: Наука, 2013. — 208 с. ISBN 978-5-9765-1575-8 (ФЛИНТА) ISBN 978-5-02-037845-2 (Наука)
- Иванян Е. П. Семантика умолчания и средства её выражения в русском языке: монография. 2-е изд. 2015 г. ISBN 978-5-9765-2196-4
- Сеничкина Е. П. Словарь эвфемизмов русского языка: монография. 2-е изд. 2016. ISBN 978-5-9765-0219-2
- Иванян Е. П. Бытовые эвфемизмы в русском, польском и английском языках (на материале эвфемизмов туалетной темы): монография / Е. П. Иванян, Х. Кудлинская-Стемпень, И. Н. Никитина; под общ. ред. Е. П. Иванян. 2-е изд. 2019. ISBN 978-5-9765-1575-8

Учебно-теоретические пособия
- Сеничкина Е. П. Эвфемизмы русского языка. — М.: Высшая школа. 2006;
- Сеничкина Е. П. Средства категории неопределенности в русском языке. — М.: МПУ, 2001;
- Сеничкина Е. П. Специфика категории неопределенности в русском языке. — М.: МГПУ, 2004.
- Сеничкина Е. П. Русский язык как основа духовно-нравственного воспитания человека. — Самара: Самарск. филиал РГТЭУ, 2008 (по заказу Министерства образования Самарской области);
- Сеничкина Е. П. Стилистика русского языка и культуры речи. — Самара: Самарск. филиал РГТЭУ, 2010;
- Иванян Е. П. электронное пособие «Теория языка. Часть 2» (Самара, 2011) Свидетельство о регистрации электронного ресурса № 17382. 11 августа 2011 г. Объём ЭУП — 5,14 Mb;
- Иванян Е. П. электронная версия "Эвфемизмы русского языка: Спецкурс: учебное пособие, 2-е издание 2012 года (ISBN 978-5-9765-0304-5). — М.: ФЛИНТА: Наука).
- Сеничкина Е. П. Эвфемизмы русского языка. Спецкурс: учебное пособие, 3-е изд. 2017 года. ISBN 978-5-9765-0304-5
- Иванян Е. П. Общее языкознание. Теория языка. Ч.2: учебное пособие, 3-е изд. 2019 года. ISBN 978-5-9765-1858-2

Статьи
- Сеничкина Е. П. Слово оно в дискурсе и художественной речи // Русский язык в школе. — 2003. — № 2. С. 83—85.
- Сеничкина Е. П. Мнимые неправильности в произведениях Л. Н. Толского // Русская словесность. — 2003. — № 3. С. 66—70.
- Сеничкина Е. П. Сказать или умолчать? // Русская речь. 2003. № 4.
- Сеничкина Е. П. Слово это как средство выражения семантики умолчания // Русский язык: номинация, предикация, образность. — М. / МГОУ, 2003.
- Сеничкина Е. П. Эвфемизмы русского языка в диахроническом аспекте // Русский язык и славистика в наши дни: Материалы международной конференции. — М.: МГОУ, 2004. — С. 318—320.
- Сеничкина Е. П. Эвфемизмы художественной речи // Рациональное и эмоциональное в языке и речи: средства художественной образности и их стилистическое использование в тексте: Межвуз. сб. науч. тр. — М.: МГОУ, 2004. — С. 126—129.
- Сеничкина Е. П., Тихонова Р. И. Сложносокращенные слова в функции эвфемизмов // Рациональное и эмоциональное в языке и речи: средства и способы выражения. — М.: МГОУ, 2004.
- Сеничкина Е. П. Тематические группы эвфемизмов русского языка // Рациональное и эмоциональное в языке и речи: средства и способы выражения. — М.: МГОУ, 2004.
- Сеничкина Е. П. Проблема степени эвфемизации запретных наименований // Русское слово и высказывание: рациональное и эмоциональное. — М: МГОУ, 2006.
- Сеничкина Е. Эвфемизмы тематической группы «Откуда я появился?» // Известия на Научен центтър «Св. Дазий Доростолски» — Силистра към Русенки университет «Ангел Кънчев». Книга 1. Международна научна конференция 1—3 септември 2006 г. Посветена на 1900 години град Силистра. — С. 116—122.
- Сеничкина Е. П. Смешная неопределённость (об одном приёме создания комического) // Русская словесность. 2006. — № 5. — С. 72—75.
- Сеничкина Е. П. Характеристика одной тематической группы эвфемизмов русского языка // Русская речь в современном вузе: Материалы второй междунар. науч.-практ. интернет-конференции. — Орел: ОрелГТУ, 2006. — С. 52—56.
- Сеничкина Е. П. Эвфемия как система языковых предпочтений носителей русского языка // Педагогическое образование и наука. Международная академия наук педагогического образования. 2007. № 4. — С. 13—14.
- Сеничкина Е. П. Эвфемизмы бранной лексики // Имя и слово: Сб. науч. и учеб. метод. Тр. Вып.3/ БГУ им. А. С. Пушкина, Iнститут неофиологии Академии Подляской; под общ. ред. В. И. Сенкевича. — Брест Академия, 2007. С. 109—115.
- Сеничкина Е. П., Тихонова Р. И., О. А. Крылова. Лингвистическая стилистика // Русская речь. 2007. № 2. — с. 117—119.
- Сеничкина Е. П. К вопросу о теории эвфемизации // Актуальные проблемы преподавания русского языка и литературы в Китае. — Пекин, 2007. С. 416—426.
- Сеничкина Е. П. Семантика вторичных номинаций тематической группы «бить, колотить» в прозе В. М. Шукшина // Русская филология. Вестник Харьковского национального педагогического университета имени Г. С. Сковороды. Харьков, 2010. — № 1—2 (42).
- Иванян Е. П., Айтасова С. И. Об особенностях образования эвфемизмов туалетной темы // Мир лингвистики и коммуникации. 2011. № 3 (24),- список ВАК (7 стр.) идент.№ 0421100038\0020.
- Сеничкина Е. П. Специфика окказиональных эвфемизмов // Вопросы языка и литературы в современных исследованиях: Материалы всерос. науч.-практ. конф. «Славянская культура: истоки, традиции, взаимодействие». УП Кирилло-Мефодические чтения. — М., 2006. — Ч. 1. — Вып. 2. — С. 96—98.
- Иванян Е. П. , Кудлинская Х., Никитина И. Н. Метафорические эвфемизмы деликатной темы в русском, польском и английском языках // Acta Universitatis Lodziensis Folia Linguistica Rossica. — 2012. — № 8. С. 50—63 (ISSN 17318025)
- Иванян Е. П. Проблемы проектирования региональной модели виртуальных музеев научных школ //Известия Самарского научного центра РАН. — Самара, 2013. — № 3. — С. 741—744.
- Иванян Е. П., Белкина Ю. А. Характеристика результатов проектирования региональной модели виртуальных музеев научных школ // Известия Самарского научного центра РАН. Самара. № 3. 2013.
- Иванян Е. П., Белкина Ю. А. Научная коммуникация как способ организации и презентации региональной науки в виртуальном пространстве // Известия Самарского научного центра РАН. 2013. — № 4. — С. 857—860.
- Иванян Е. П. Значения умолчания как функционально-семантическая категория // Acta Universitatis Lodziensis Folia Linguistica Rossica. — 2015. — № 11. С. 49—56.
- Иванян Е. П. Репрезентация семантики умолчания в современном русском дискурсе // Балтийский гуманитарный журнал. — 2015. — № 1 (10). — С. 33—35.
- Иванян Е. П. Семантика еды в лингвистических изысканиях: результаты и перспективы // Известия Самарского научного центра РАН. 2015. — Т. 17. № 1 (4). — С. 795—797.
- Пясецка A., Иванян E. Коннотативные связи по внешнему виду в номинациях животных в польском и русском языках // Litera scripta manent. Cлужение слову. T. 2. Юбилейный сборник научных трудов, посвященный 65-летию проф. др-a Tотки Ивановой. Болгария. — Шумен: Университетско Издательство «Eпископ Kонстантин Преславски». 2015. — С. 163—173. ISBN 978-619-201-116-1. 0,5 п.л.
- Абрамовских Е. В., Иванян Е. П., Кальнова О. И. Антропоцентризм в языке и литературе (по итогам научно-методологических конференций и семинаров) // Научный диалог. 2016. — Вып. 6 (54). — С. 264—268.
- Гоннова Н. В., Венгранович М. А., Иванян Е. П. Диалог античности и христианства (по итогам межвузовского научного семинара) // Научный диалог. 2016. — № 7 (55). — С. 324—326.
- Иванян Е. Проблемы лингвоэкологии русской речи //Acta Universitatis Lodziensis. Folia Linguistica Rossica. — Z. 12: Studia tekstologiczne. Lingwistyka kognitywna. Lingwokulturologia. Tom jubileuszowy dedykowany Profesorowi Jarosławowi Wierzbińskiemu / red. Krystyna Ratajczyk. — Łódź, 2016. — S. 63-68.
- Иванян Е. П. Фразеология педагогическое речи: лингвоэкологический аспект // Актуальные проблемы современного языкознания и методики преподавания языка: сборник материалов Международной научнопрактической конференции, посвящённой 120-летию со дня рождения профессора Ивана Александровича Фигуровского. — Елец: Елецкий государственный университет им. И. А. Бунина, 2019. — С. 480—485. 0, 5 п. л. ISBN 978-5-00-151031-4
- Иванян Е. П. Звукоподражания как субституты моделируемой ситуации // форме // Рациональное и эмоциональное в русском языке — 2019 : сборник трудов Международной научной конференции, посвящённой памяти профессора П. А. Леканта (г. Москва, 19 ноября 2019 г.) / ред. колл.: Н. Б. Самсонов (отв. ред.) и др. — Электрон. текстовые дан. (8,70 Мб). — М. : ИИУ МГОУ. 0, 5 п. л. ISBN 978-5-7017-3130-9. С. 186—191.
- Иванян Е. П. Изобразительно-выразительный потенциал булгаковских номинаций лица// «Наука и культура России», Международная научно-практическая конф. (2019; Самара). XVI Международная научно-практическая конференция «Наука и культура России», 28-29 мая 2019 г. [Текст] : [посвящ. Дню славянской письменности и культуры памяти святых равноапостольных Кирилла и Мефодия : материалы] / редкол.: Д. В. Железнов [и др.]. — Самара: СамГУПС, 2019. 0, 5 п. л. ISBN 978-5-98941-298-3
- Иванян Е. П. Инновационные методы и проекты в освоении лингвистической русистики // Историко-педагогические чтения. 2019. № 23. С. 361—365. 0, 5 п. л.

## Рецензии
Опубликованы рецензии на монографию «Семантика умолчания и средства её выражения в русском языке» в журналах «Симбирский научный вестник», «Актуальные проблемы русской и сопоставительной филологии: теория и практика», в том числе в журналах, рекомендованных списком ВАК, «Филологические науки. Вопросы теории и практики» и в российском переводном журнале «Russian Linguistic Bulletin».

## Награды
- Диплом лауреата всероссийского конкурса на лучшую научную книгу 2013 года за книгу «Общее языкознание»
- Благодарственное письмо за проведение вебинара, посвященное тренинг-разбору заданий в рамках очно-заочных сессий для одаренных детей Самарской области (6-я сессия 2013 г., г. Отрадный)
- Диплом лауреата международного конкурса «Лучшая научная книга в гуманитарной сфере 2014» за работу «Деликатная тема на разных языках».
- Диплом ПГСГА «Лучший преподаватель вебинара» от 25 февраля 2015 г.